# Pietro Alfieri
Pour les articles homonymes, voir Alfieri.
Pietro Alfieri (né le 29 juin 1801 à Rome et mort le 12 juin 1863 dans la même ville) est un prêtre italien catholique et un moine camaldule, connu pour ses travaux en musicologie.

## Biographie
Pendant plusieurs années, Pietro Alfieri a été le professeur de chant au Collège anglais de Rome. Il est surtout connu pour ses écrits scientifiques et ses anthologies de musique des anciens maîtres.
Son œuvre principale est probablement sa Raccolta di Musica Sacra en sept gros volumes. Elle rassemble de la musique d'église du XVIe siècle, principalement de Palestrina.
Elle a été complétée par des recueils ultérieurs plus courts, tels que Excerpta ex celebrioribus de musicâ viris (Rome, 1840), qui contient une transcription du psaume 50, Miserere, dans la mise en musique de Gregorio Allegri. Il publia aussi une Raccolta di Motetti (Rome, 1841).
Pour le plain-chant, il a publié :
- Saggio storico teoretico-pratico del canto gregoriano o romano per istruzione degli ecclesiastici (Rome 1835) ;
- Accompagnamento coll'organo de' toni ecclesiastici, varie armonie a quattro voci sui medesimi e sulla melodia del Te Deum, formazione de' falsi bordoni nelle cantilene gregoriane (Rome, 1840) ;
- Ristabilmento del canto e della musica ecclesiastica (Rome, 1843) ;
- Prodromo sulla restaurazione de' libri di canto ecclesiastico detto gregoriano (Rome, 1857).

Il a aussi traduit en italien le Traité d'harmonie  de Catel. Il a également apporté des contributions à la Gazzetta musicale di Milano et d'autres périodiques par plusieurs articles sur la musique sacrée d'un grand intérêt.